# 13 óra: Bengázi titkos katonái
A 13 óra: Bengázi titkos katonái (eredeti cím: 13 Hours: The Secret Soldiers of Benghazi) 2016-ban bemutatott amerikai életrajzi akcióthriller, amelyet Chuck Hogan forgatókönyve alapján Michael Bay rendezett, Mitchell Zuckoff 13 óra című könyve alapján. A főbb szerepekben James Badge Dale, John Krasinski, David Giuntoli, Max Martini, Pablo Schreiber és Toby Stephens láthatóak.
Az Amerikai Egyesült Államokban 2016. január 15-én a mozikba, Magyarországon 2016. szeptember 23-án az HBO-n mutatták be.

## Cselekmény
A film alapjául egy megtörtént esemény szolgál. Moammer Kadhafi politikai rendszerének megbuktatása után Líbia második legnagyobb városában, Bengáziban, két amerikai létesítmény működött: az amerikai Központi Hírszerző Ügynökség (CIA) kirendeltsége és egy kisebb diplomáciai képviselet. Mindkettőt civil jogállású fegyveresek, szerződéses magánvállalkozó operátorok és a Diplomáciai Védelmi Szolgálat ügynökei védték, minimális létszámmal.
2012 szeptemberében, a 2001. szeptember 11-ei terrortámadások évfordulóján helybeli iszlamista fegyveresek lerohanták a diplomáciai képviselet épületcsoportját, és megpróbálkoztak a CIA-létesítmény bevételével is. A merénylet során meghalt Christopher Stevens az Egyesült Államok líbiai nagykövete, a külügy egy másik munkatársa, valamint két operátor. Az ügyből hatalmas, Barack Obama amerikai elnököt és Hillary Clinton külügyminisztert is érintő politikai botrány kerekedett Washingtonban.

## Szereplők
| Szereplő             | Színész          | Magyar hang     |
| -------------------- | ---------------- | --------------- |
| Jack Silva           | John Krasinski   | Makranczi Zalán |
| Tyrone 'Rone' Woods  | James Badge Dale | Rékasi Károly   |
| Mark 'Oz' Geist      | Max Martini      | Csernák János   |
| John 'Tig' Tiegen    | Dominic Fumusa   | Bozsó Péter     |
| Kris 'Tanto' Paronto | Pablo Schreiber  | Dévai Balázs    |
| Dave 'Boon' Benton   | David Denman     | Varga Rókus     |
| Glen 'Bub' Doherty   | Toby Stephens    | Király Attila   |
| Sona Jillani         | Alexia Barlier   | Bozó Andrea     |
| Brit Vayner          | Freddie Stroma   | Czető Roland    |
| Bob                  | David Costabile  | Scherer Péter   |
| Szakács              | Shane Rowe       | Vári Attila     |
| CIA-ügynök           | Bódis Gábor      | Bódis Gábor     |
| Christopher Stevens  | Matt Letscher    | Czvetkó Sándor  |
| Scott Wickland       | David Giuntoli   | Miller Zoltán   |
| Dave Ubben           | Demetrius Grosse | Galambos Péter  |
| Alec                 | David Furr       | Dolmány Attila  |
| Becky Silva          | Wrenn Schmidt    | Tarr Judit      |
| Amahl                | Peyman Moaadi    | Hamvas Dániel   |

### Magyar változat
- Bemondó: Bordi András
- Magyar szöveg: Szentmihályi Hunor
- Hangmérnök: Kiss István
- Vágó : Kajdácsi Brigitta
- Gyártásvezető: Kéner Ágnes
- Szinkronrendező: Stern Dániel

A szinkront a Mafilm Audio Kft. készítette el.

## A film készítése
2014. február 10-én bejelentették, hogy a Paramount Pictures tárgyalásokat folytat a 3 Arts Entertainmenttel a 13 óra című könyv megfilmesítési jogainak megszerzéséről. A könyvet Mitchell Zuckoff írta, a produceri feladatokat pedig Erwin Stoff látta el. Chuck Hogan vállalta a könyv adaptálását, amely a bengázi támadás igaz történetén alapul. A támadás 2012. szeptember 11-én este történt, amikor fegyveresek megtámadták az amerikai diplomáciai létesítményt Bengáziban. A film hat biztonsági őr történetére összpontosít, akik az ott állomásozó amerikaiakat védték. 2014. október 29-én Michael Bay-t választották a thriller rendezőjévé és producerévé.